# OpenAI
OpenAI is een Amerikaanse onderneming die onderzoek doet naar en producten ontwikkelt op het gebied van kunstmatige intelligentie (AI), en uiteindelijk kunstmatige algemene intelligentie. De bedrijfsstructuur bestaat uit de niet-commerciële moedermaatschappij OpenAI Inc., en het commerciële bedrijf OpenAI LP. Het hoofdkantoor is gehuisvest in de Pioneer Building in San Francisco, een gebouw dat gedeeld wordt met Neuralink, een andere start-up van Elon Musk. Bekende producten zijn DALL-E voor afbeeldingen, ChatGPT voor tekst en Sora voor video.

## Geschiedenis
De organisatie werd eind 2015 opgericht door Elon Musk, Sam Altman, Peter Thiel en anderen, met een startkapitaal van US$ 1 miljard dollar. In 2017 werd duidelijk dat voor de uitwerking van de plannen veel geld nodig was, dat geld was als non-profit organisatie niet bijeen te krijgen. Later in dat jaar werd het besluit genomen om voor winst te gaan. Musk wilde niet alleen een meerderheidsbelang maar ook de functie van bestuursvoorzitter, gedurende deze gesprekken stopte Musk de geldstroom. Er kwam geen overeenstemming en Musk verliet in februari 2018 de raad van bestuur, maar bleef donateur.
In 2019 werd de commerciële tak OpenAI LP opgericht, met een investering van US$ 1 miljard van Microsoft. De bedrijfsstructuur was nodig om de nodige fondsen te verzamelen voor verder onderzoek. In 2023 beloofde Microsoft een investering tot US$ 10 miljard om de capaciteit van OpenAI verder uit te breiden.
Eind september 2024 bleek OpenAI plannen te maken om zijn kernactiviteiten te herstructureren tot een profit bedrijf dat niet langer gecontroleerd zal worden door zijn non-profit bestuur. Het plan moet het bedrijf aantrekkelijker maken voor investeerders. De non-profit organisatie OpenAI zou dan een minderheidsbelang houden in het profit bedrijf, en CEO Sam Altman zou aandelen verkrijgen ter waarde van US$ 150 miljard. In mei 2025 werden deze plannen aangepast. In plaats van een minderheidsbelang, blijft de non-profit een controlerend belang houden in het profit bedrijf. Deze laatste wordt een Public Benefit Corporation (PBC), een bedrijf met focus op nobele doelen, maar een PBC heeft ook aandeelhouders die winst verwachten.
In januari 2025 werd het Stargate Project wereldkundig gemaakt. Dit project betreft een miljarden investering in AI-infrastructuur voor OpenAI in Abilene,    Texas. De eerste fase betreft een investering van US$ 100 miljard, en dit kan worden opgeschaald naar US$ 500 miljard. De initiële kapitaalverstrekkers in dit project zijn SoftBank, OpenAI, Oracle en MGX. SoftBank en OpenAI zijn de hoofdspelers, waarbij de focus voor SoftBank op de financiële kant ligt en OpenAI neemt de operationele verantwoordelijkheid.
In navolging sloot sloot OpenAI een financieringsovereenkomst met het Japanse SoftBank op 1 april 2025. SoftBank had tussen september 2024 en 1 april 2015 reeds US$ 2,4 miljard beschikbaar gesteld aan OpenAI. Voor de uitbreiding van AI-infrastructuur is SoftBank bereid minstens US$ 10 miljard beschikbaar te stellen. Dit kan worden verhoogd met US$ 40 miljard als bepaalde financiële condities met betrekking tot de PBC, denk aan een beursgang, voor eind 2025 zijn gerealiseerd. Is dit laatste niet het geval, dan wordt slechts US$ 10 miljard additioneel ter beschikking gesteld. In ruil voor dit geld ontvangt SoftBank rechten die in aandelen zijn om te wisselen. Op 5 augustus 2025 werd - officieus - bekend dat OpenAI werkt aan een beursgang, de beurswaarde wordt in dat geval getaxeerd op US$ 500 miljard.

## Doelstellingen en activiteiten
In haar charter stelt OpenAI Inc. zich tot doel “het bevorderen en ontwikkelen van vriendschappelijke AI, op een manier die de mensheid als geheel ten goede komt”. Volgens waarnemers passen deze doelstellingen weliswaar in de filosofie van het effectief altruïsme, maar blijft de vraag of deze te verzoenen zijn met de commerciële bedrijfsvoering.
OpenAI is gratis, maar grote gebruikers betalen voor een abonnement. Het bedrijf is op zoek naar andere bronnen van inkomsten en denkt hierbij aan advertenties.

### Generatieve modellen (GPT)
Het eerste rapport over “generatieve training van een taalmodel” (generative pre-training, GPT) dateert van 11 juni 2018. In februari 2019 lanceerde het bedrijf GPT-2, een Generative Pre-trained Transformer-model dat met één druk op de knop overtuigende essays en artikelen kon genereren. Na invoer van een tekstpassage uit bijvoorbeeld In de ban van de ring kon het model verder paragraaf na paragraaf tekst in dezelfde stijl produceren. De broncode werd aanvankelijk geheim gehouden maar later dat jaar vrijgegeven. Het model werd in mei 2020 opgevolgd door GPT-3. 
In november 2022 werd ChatGPT gelanceerd.
Op 15 februari 2024 werd Sora gepresenteerd, een tekst-naar-video-model.
OP 7 augustus 2025 werd GPT-5 geïntroduceerd. Terwijl GPT-4 in staat is om slimme antwoorden te geven op uiteenlopende vragen, geeft GPT-5 ook mogelijkheden om taken uit te voeren, waaronder het genereren van softwaretoepassingen, het navigeren door de agenda van de gebruiker of het opstellen van onderzoeksrapporten. GPT-5 is direct het standaardmodel voor alle gebruikers van of ChatGPT, ook voor niet-betalende. Er kwam veel kritiek op deze nieuwe versie en al een paar dagen later kwam GPT-4 weer terug. Verder zal OpenAI toekomstige uitfasering ruim van tevoren aankondigen.

### Andere projecten
OpenAI voert breed onderzoek, met een nadruk op ondersteund leren. Het bedrijf wordt gezien als een belangrijke concurrent van Googles DeepMind. Naast de generatieve modellen werkte OpenAI aan andere projecten als: 
- Gym, of OpenAI Gym is een toolkit voor het ontwikkelen en vergelijken van algoritmen in ondersteund leren. Het bestaat uit een reeks omgevingen (van gesimuleerde robots tot Atari-games), en een site voor het vergelijken en reproduceren van resultaten.
- RoboSumo, een virtuele omgeving waarin humanoïde robots zich leren bewegen via een techniek, verwant met generatieve antagonistennetwerken.[14]
- Debate Game, om computers te leren hun oplossing van puzzels en testen met een menselijke jury te bespreken. Het doel is te onderzoeken of een dergelijke aanpak kan helpen bij het controleren van AI-beslissingen en bij het ontwikkelen van zichzelf verklarende AI.
- Dactyl gebruikt machinaal leren om een robothand zelfstandig te leren bewegen, met algoritmes uit computerspellen.[15]
- OpenAI Five, een team van vijf computergestuurde tegenstanders (bots) voor het vijf-op-vijf-videospel Dota 2, die leren om tegen menselijke spelers van hoog niveau te spelen, volledig door middel van trial-and-error-algoritmen.